# منتخب التشيك تحت 17 سنة لكرة القدم
منتخب التشيك تحت 17 سنة لكرة القدم (بالتشيكية: Česká fotbalová reprezentace do 17 let)‏ هو ممثل التشيك الرسمي في المنافسات الدولية في كرة القدم في فئة كرة قدم تحت 17 سنة للرجال، يديريه اتحاد جمهورية التشيك لكرة القدم.